# موسی اوزونلار
موسی اوزونلار (ترکی استانبولی: Musa Uzunlar؛ زادهٔ ۲۲ آوریل ۱۹۵۹) هنرپیشه اهل ترکیه است. او فعالیت حرفه‌ای خود را از سال ۱۹۸۹ آغاز کرد.